# Gioulé
Le ruisseau de Gioulé est un cours d'eau qui traverse les départements du Gers et des Landes et un affluent droit de l'Adour dans son bassin versant.

## Géographie
D'une longueur de 18,3 kilomètres, il prend sa source sur la commune du Houga (Gers), à l'altitude 130 mètres, sous le nom de la Gioule.
Il coule du sud-est vers le nord-ouest et se jette dans l'Adour à Renung (Landes), à l'altitude 70 mètres.

## Communes, cantons et départements traversés
Le ruisseau de Gioulé traverse six communes et trois cantons : dans le sens amont vers aval, Le Houga (source) dans le Gers puis dans les Landes, Lussagnet, Le Vignau, Cazères-sur-l'Adour, Bordères-et-Lamensans et Renung (confluence).
Soit en termes de cantons, le ruisseau de Gioulé prend source dans le canton de Nogaro, arrose le canton de Grenade-sur-l'Adour et conflue dans le canton d'Aire-sur-l'Adour.

## Affluents
Le ruisseau de Gioulé a un affluent référencé :
- le ruisseau de Lacaou (rd), 7,6 km sur Cazères-sur-l'Adour, Hontanx, Lussagnet et Vignau.